# سيف الدولة القاجاري
سلطان محمد ميرزا (بالفارسية: سلطان محمد میرزا) (7 يونيو 1812 – 1899) المعروف بلقب سيف الدولة (بالفارسية: سیف‌الدوله) هو من أمراء الدولة القاجاريَّة وابن فتح علي شاه، تولى الحُكم في أصفهان لخمسة عشر عامًا وكان له دورٌ في إعادة ترميمها بُعيد الأضرار التي أصابتها بسبب الحُرُوب الزنديَّة القاجاريَّة.